# Teloloapan
Teloloapan – miasto w Meksyku, w stanie Guerrero.